# Juan Luis Sanfuentes
Juan Luis Sanfuentes Andonaegui (Santiago, 27 de dezembro de 1858 – Santiago, 16 de julho de 1930) foi um político chileno. Ocupou o cargo de presidente de seu país entre 23 de dezembro de 1915 e 23 de dezembro de 1920, sendo os três primeiros durante a Primeira Guerra Mundial, quando posicionou Chile como neutro.

## Vida
Sanfuentes era filho do escritor e político Salvador Sanfuentes Torres e de Matilde Andonaegui. Órfão desde cedo e criado por seu irmão mais velho, Enrique Salvador Sanfuentes, formou-se advogado na Universidade do Chile. Doutorou-se em Direito em 1879. Casou-se com Ana Echazarreta (ca. 1865-1927) em 1885, e o casal teve cinco filhos.
Ascendendo ao cargo de Ministro das Finanças sob Federico Errázuriz Echaurren em 1901, Sanfuentes serviu como Presidente do Senado do Chile de 1906 a 1909.
A eleição presidencial chilena de 1915 transformou-se em uma disputa acirrada entre Sanfuentes - um candidato da coalizão do Partido Liberal Democrático e do Partido Conservador - e Javier Ángel Figueroa - apoiado pelos partidos da Aliança Liberal. Sanfuentes venceu Figueroa por um único voto, entre alegações de fraude e intervenção eleitoral. O Congresso Nacional foi chamado para confirmar o resultado.
Durante a Primeira Guerra Mundial, o Chile permaneceu neutro. Enquanto durou o conflito, a indústria nacional teve um de seus maiores booms, com a indústria nacional crescendo 53% nesses quatro anos. Mas o fim da guerra levou a uma crise da indústria de nitratos, que resultou em uma onda de agitação social.
A linha dura de Sanfuentes contra os mineiros de carvão e sindicalistas em greve no último ano de sua presidência foi um fator-chave para a ascensão de seu sucessor reformador liberal.
 

Após o cargo, Sanfuentes retirou-se da vida pública, dedicando-se à vida familiar com sua esposa em sua propriedade, Camarico, perto de Talca.